# Leopoldine Konstantin
Léopoldine Eugénie Amelie Konstantin, née le 12 mars 1886 à Brünn (margraviat de Moravie, Autriche-Hongrie) et morte le 14 décembre 1965 à Vienne (Autriche), était une  actrice autrichienne de cinéma et de théâtre.

## Carrière

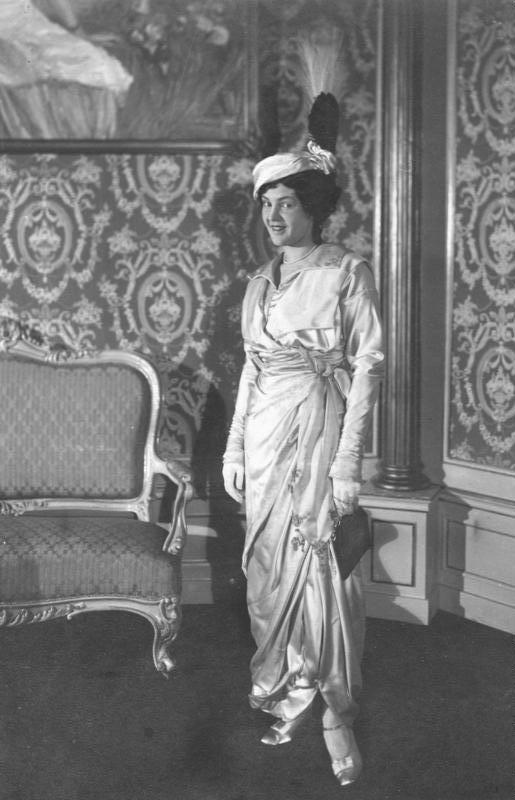
Leopoldine Konstantin dans la comédie "Schöne Frauen" d'Étienne Rey en 1912

Elle débute au théâtre en 1907, après avoir pris des cours de théâtre auprès d'Alexander Strakosch, qu'elle épouse peu de temps avant la mort de celui-ci. Elle travaille avec Max Reinhardt au Deutsches Theater de Berlin. Elle interprète le rôle de Thea dans la pièce L'Éveil du printemps (Frülings Erwachen) du dramaturge Frank Wedekind. Elle joue dans plusieurs pièces de Shakespeare, notamment Roméo et Juliette (1907), le rôle de Perdita dans Le Conte d'hiver (1908) et Puck dans Le Songe d'une nuit d'été (1910). Elle devient une personnalité des salons berlinois, mais en 1916, elle part pour Vienne, où elle joue les rôles de grande dame sur les scènes viennoises. Son rôle le plus remarquable de cette époque est celui de Marie Stuart, dans la pièce homonyme de Schiller, à partir de 1924. Elle passe ses vacances à Westerland, où elle a fait construire une maison pour son fils Alexandre.
Elle épouse en 1924 le journaliste et écrivain hongrois Géza Herczeg, dont elle divorce à la fin des années 1930. Elle émigre aux États-Unis en 1938. Ne parlant pas anglais, elle devient ouvrière d'usine et, à force de leçons, parvient à jouer à nouveau après la guerre.
Au cinéma, sa prestation la plus remarquable est son rôle de mère autoritaire et jalouse, Mme Sebastian, dans Les Enchaînés d'Alfred Hitchcock en 1946, aux côtés de Claude Rains et d'Ingrid Bergman.

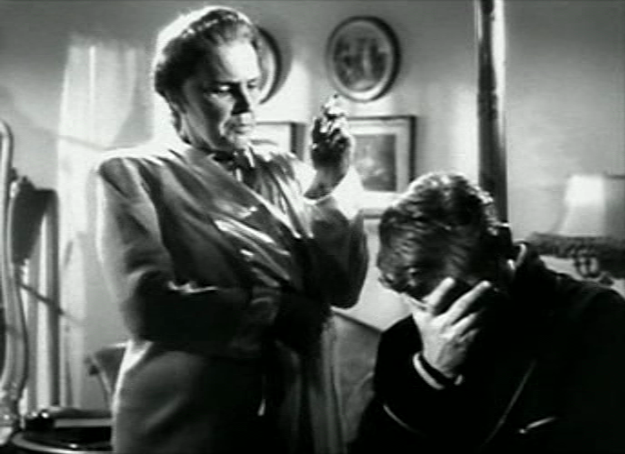
avec Claude Rains, dans une scène de Les Enchaînés (1946).

## Filmographie

### Cinéma
- 1910 : Sumurûn : Tänzerin
- 1912 : Europäisches Sklavenleben
- 1913 : Die Hand des Schicksals
- 1913 : Die Insel der Seligen : Circe
- 1913 : Schuldig : Tochter Julia Lehr
- 1913 : Ultimo : Gouvernante
- 1914 : Kleine weiße Sklaven : Schwester Luise Sanden
- 1914 : Maria Magdalena : Klara, Anton's Tochter
- 1914 : Verhängnisvolles Glück
- 1915 : Der Dolch im Strumpfband
- 1915 : Die Tänzerin
- 1916 : Das Wiegenlied
- 1916 : Der Radiumraub : Räuberin
- 1917 : Aus vergessenen Akten : Täterin
- 1917 : Der Onyxknopf : Geliebte von Deebs
- 1917 : Eine Nacht in der Stahlkammer : Kunstschützin Celestine
- 1918 : Der Volontär
- 1918 : Lola Montez : Lola Montez
- 1919 : A Táncosnö : A táncosnõ
- 1919 : Der Verrat der Gräfin Leonie
- 1919 : Lilli : Suse Wolf
- 1919 : Lillis Ehe : Suse
- 1920 : Der Shawl der Kaiserin Katherina II
- 1920 : Können Gedanken töten? : Frau Luda
- 1920 : Präsident Barrada
- 1920 : Weltbrand
- 1921 : Der Silberkönig, 1. Teil - Der 13. März
- 1921 : Der Silberkönig, 2. Teil - Der Mann der Tat
- 1921 : Der Silberkönig, 3. Teil - Claim 36
- 1921 : Der Silberkönig, 4. Teil - Rochesterstreet 29
- 1932 : Ein toller Einfall
- 1933 : Saison in Kairo de Reinhold Schünzel : Ellinor Blackwell, la mère de Tobby
- 1934 : Csibi, der Fratz : Maria, her mother
- 1934 : Es tut sich was um Mitternacht : Frau Dr. Wegener
- 1934 : Prinzessin Turandot : Kaiserin
- 1934 : Stupid Mama : Helene Burkardt
- 1935 : Frischer Wind aus Kanada : Frau Olden
- 1935 : Les Deux Rois de Hans Steinhoff : la reine Sophie-Dorothée
- 1936 : Mädchenpensionat : Fräulein Leers
- 1937 : Andere Welt de Marc Allégret et Alfred Stöger : Lady Brandmore
- 1937 : Le démon de la danse : Donna Juana de Villafranca
- 1946 : Les Enchaînés d'Alfred Hitchcock : Mme Sebastian (en tant que Madame Konstantin)

### Courts-métrages
- 1912 : Die Hand des Schicksals
- 1912 : Gebannt und erlöst
- 1914 : Die entfesselte Bestie
- 1914 : Vater und Sohn
- 1915 : Der Schuß im Traum
- 1915 : Die zerbrochene Puppe

### Télévision

#### Séries télévisées
- 1950 : Actor's Studio : Princess Maria Dominica
- 1950 : The Philco-Goodyear Television Playhouse : Countess
- 1957 : Robert Montgomery Presents